# Chelypus barberi
Chelypus barberi är en spindeldjursart som beskrevs av William Frederick Purcell 1902. Chelypus barberi ingår i släktet Chelypus och familjen Hexisopodidae. Inga underarter finns listade i Catalogue of Life.